# Antoine Léon Morel-Fatio
Antoine Léon Morel-Fatio (sinh năm 1810 ở Rouen - năm 1871 ở Paris) là một họa sĩ hải quân Pháp, được trao giải peintre officiel de la Marine, người phụ trách bảo tàng hải quân và dân tộc học của bảo tàng Louvre, và thị trưởng của quận 20 Paris.
Năm 1827, ông gia nhập Hải quân Thương mại Anh để tìm hiểu điều hướng, trước khi gia nhập ngân hàng gia đình, và sau đó là ngân hàng Jean-Charles Davillier.

## Tiểu sử
Morel-Fatio được sinh ra trong gia đình Morel, có giới quý tộc nhỏ. Ông đã tham dự Lycée Louis-le-Grand trước khi bị trục xuất vào năm 1824 để thực hiện những câu chuyện cười thực tế, và hoàn thành nghiên cứu của mình tại Bourbon collège.
Năm 1827, ông gia nhập Hải quân thương mại Anh để tìm hiểu điều hướng, trước khi gia nhập ngân hàng gia đình, và sau đó là ngân hàng của Jean-Charles Davillier.
Morel-Fatio đi du lịch ở Ý và Phương Đông, học vẽ. Năm 1830, ông cùng với đội tàu Pháp trong Expédition d'Alger. Ông đã sản xuất một tập hợp các bản vẽ và bức tranh mà ông đã kiếm được một số thành công tại Salon năm 1833. Năm 1836, Louis-Philippe ra lệnh cho một bức tranh minh họa việc chụp Algeria cho bảo tàng lịch sử ở Versaille.
Năm 1838, Morel-Fatio được Horace Vernet chọn để vẽ trận San Juan de Ulúa. Năm tiếp theo, Morel-Fatio đi thuyền cùng hạm đội dưới quyền Đô đốc Lalande. Năm 1840, ông đã vẽ lại những tro cốt của một Napoléon cho Pháp.
Morel-Fatio được bổ nhiệm làm phụ tá các bộ sưu tập hải quân của bảo tàng Louvre (lúc bấy giờ là quốc vương Musée de la Marine), và trở thành người phụ trách vào năm 1852. Năm 1850, ông tạo ra một phụ lục dân tộc cho bảo tàng và một người Trung Quốc. viện bảo tàng..
Morel-Fatio đã được thực trao giải Peintre de la Marine năm 1853. Từ 1860 đến 1869, ông là thị trưởng của quận 20 của Paris. Morel-Fatio qua đời vì một cơn đau tim vào ngày 2 tháng 3 năm 1871, được cho là khi nhìn thấy binh lính Phổ tấn công bảo tàng.

## Tác phẩm
Một số tác phẩm nổi bật :
- Rue de la Casbah
- Rue Porte Neuve
- Faubourg Bab Azoun
- Mosquée Mezzo Morto
- Le Port
- Intérieur d'une maison
- Vue du Faubourg Bab el Oued
- Un café
- L'Amirauté
- Entrée rue de la Marine
- Vue générale d’Alger

## Danh hiệu
Legion of Honor, ngày 15 tháng 7 năm 1846.